# La Taha
La Taha est une commune de la province de Grenade, en Espagne. Son chef-lieu est Pitres (es).

## Géographie

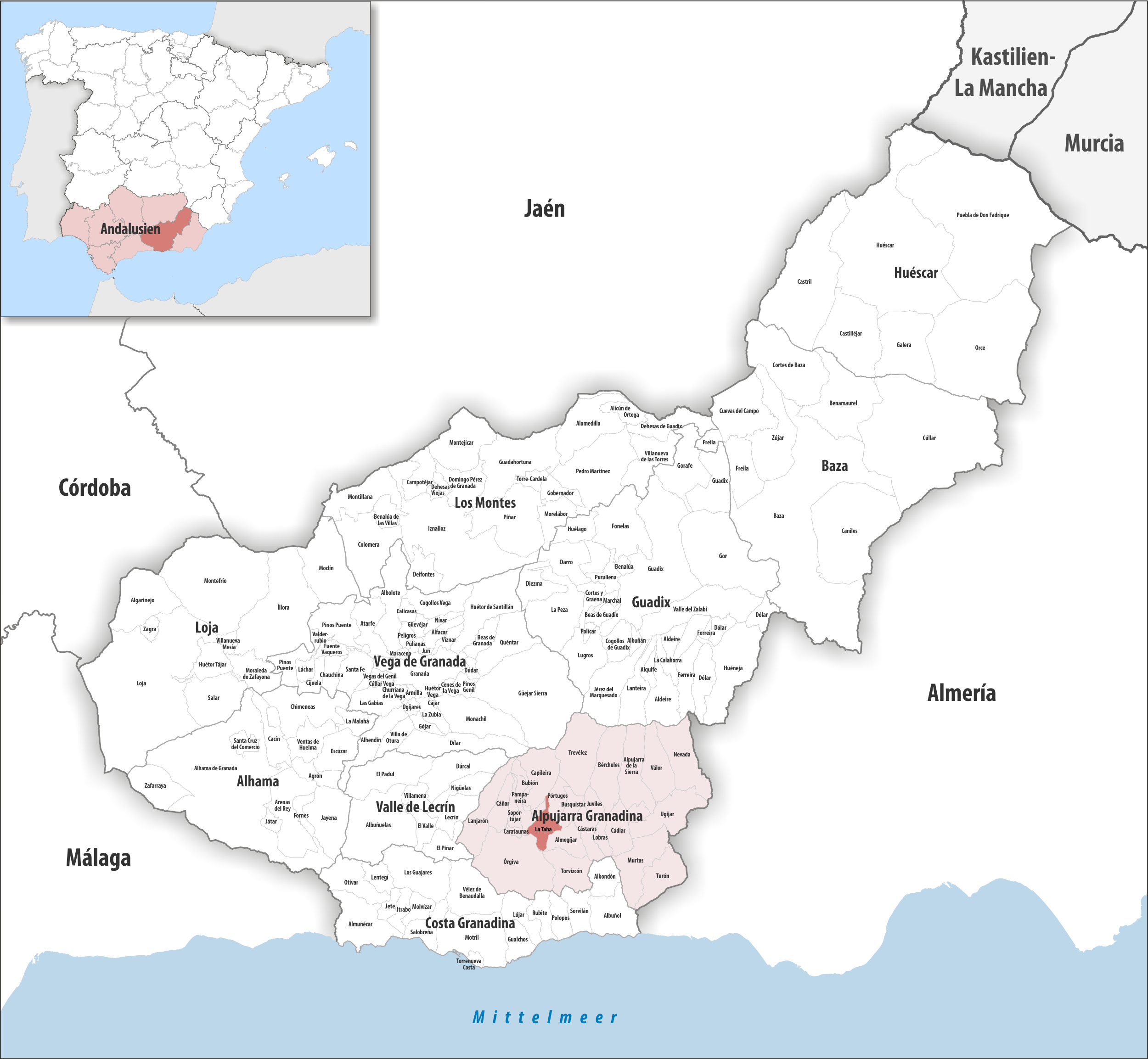
La Taha dans la comarque Alpujarra grenadine, province de Grenade / en Andalousie

### Localisation
La commune de La Taha se trouve dans le sud  de l'Espagne, dans la partie sud de la province de Grenade et dans le centre-ouest de la comarque Alpujarra grenadine (en espagnol Alpujarra Granadina).
Prenant le chef-lieu de commune Pitres (es) comme point de départ :
Órgiva, chef-lieu de comarque, est à 21 km ouest-sud-ouest ;
Grenade à 74 km nord-nord-ouest ;
Madrid à 490 km nord ;
Gibraltar à 271 km ouest-sud-ouest (distances par route).

### Communes voisines
La Taha jouxte Carataunas à l'ouest seulement par un quadripoint.

### Hydrographie
Le Trevélez (es) traverse la commune d'est en ouest. Le petit cours d'eau Berjema, qui vient du nord, marque la limite de commune avec Pórtugos avant de confluer avec le Trevélez moins de 2 km après l'entrée de ce dernier sur la commune.
Le Poqueira (es), autre affluent du Trelévez, rejoint ce dernier au quadripoint formé par Carataunas ; après quoi le Trevélez passe sur la commune d'Órgiva où il conflue avec le fleuve Guadalfeo.
Ledit fleuve Guadalfeo, qui coule lui aussi d'est en ouest, borde la limite sud de la commune avec Torvizcón avant de passer sur Órgiva.

### Généralités
Le chef-lieu de commune est Pitres (es). Les autres villages sont
Mecina (es), Mecinilla (es) et Fondales (es) (trois villages de l'ancienne commune de Mecina Fondales (es)) ;
Ferreirola (es) et Atalbéitar (es) (de l'ancienne commune de Ferreirola) ;
et Capilerilla (es) (de l'ancienne commune de Pitres).
La pointe nord de la commune est dans le parc national de la sierra Nevada.
Sur la commune de Pórtugos à l'est, La Taha possède une petite enclave d'environ 600 m de long pour 300 m de large, très proche de son territoire principal, et qui semble n'incluer aucun bâti. Cette enclave est traversée par la route A-4130.

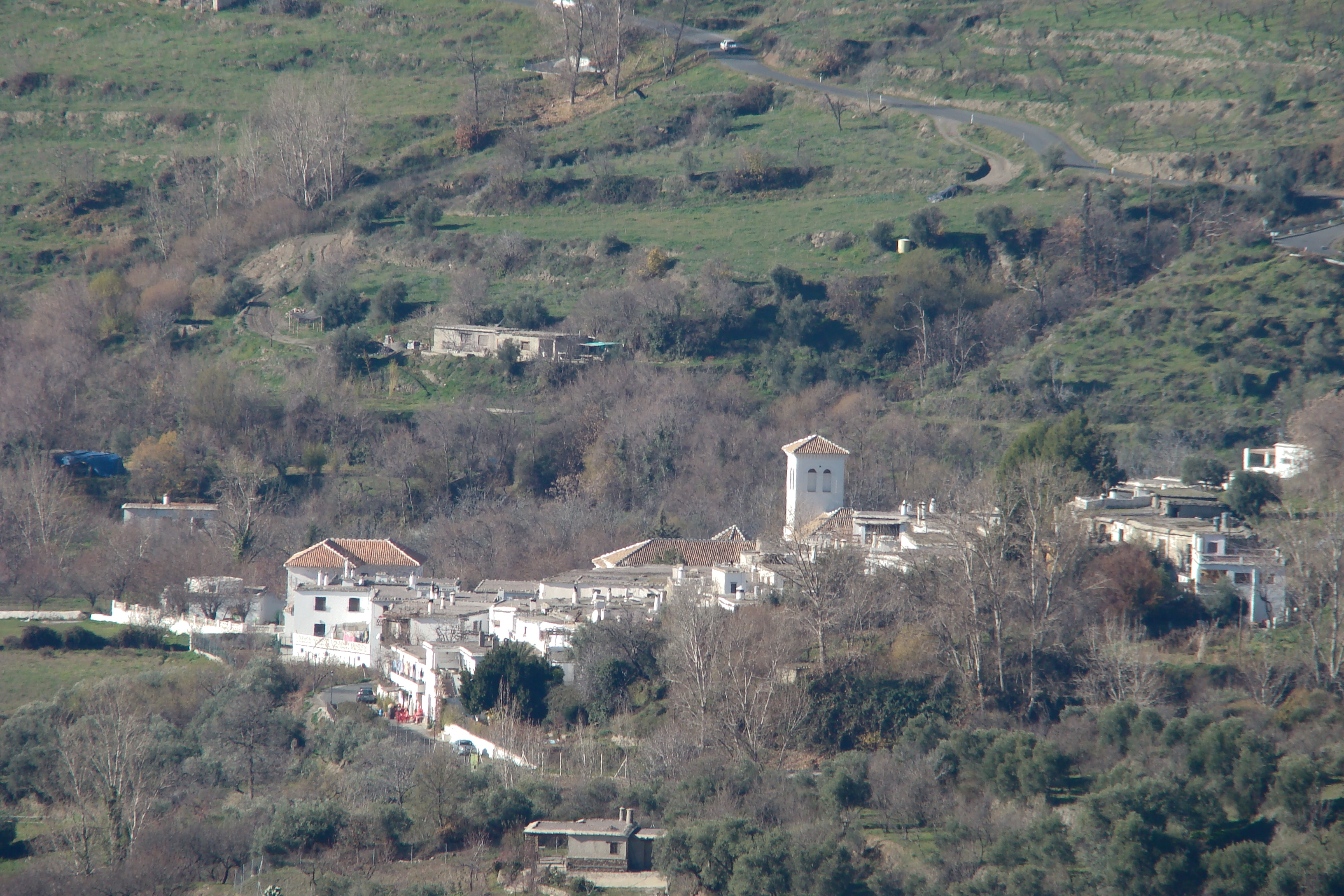
Mecina (es)
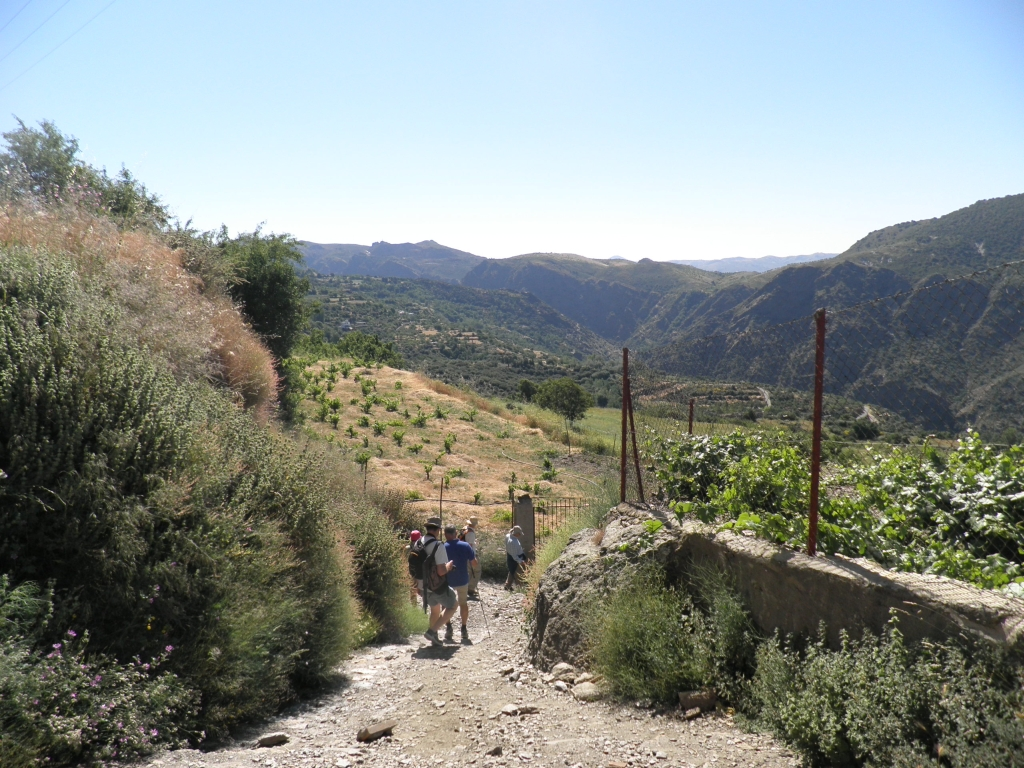
Environs de Mecina
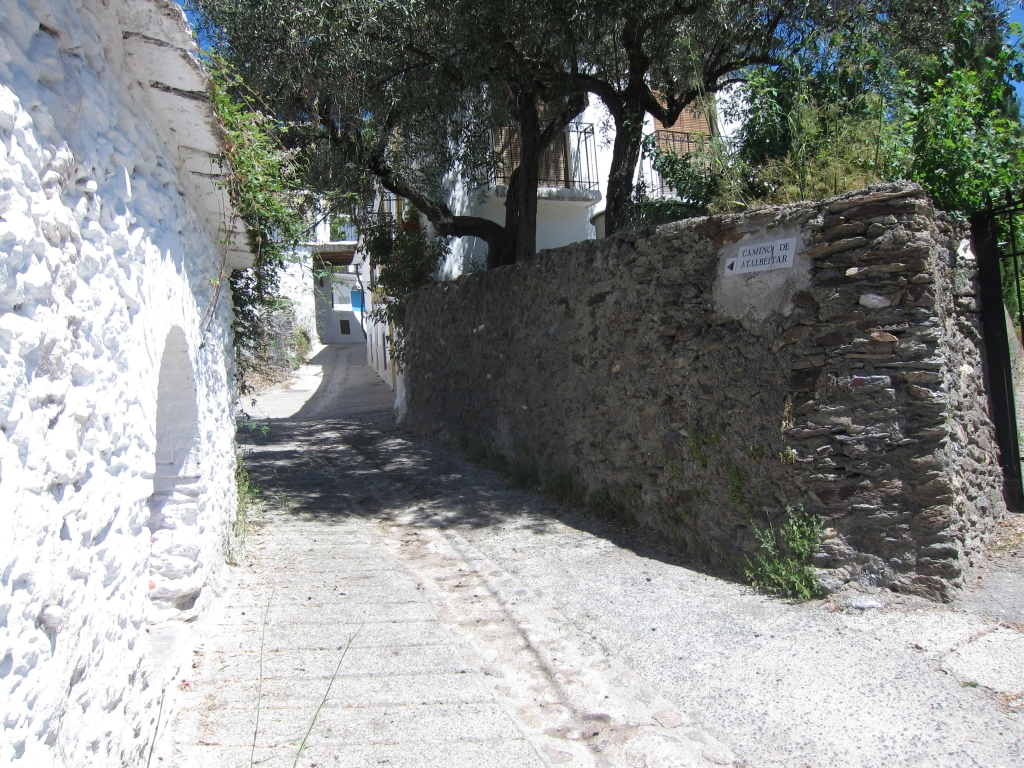
Chemin d'Atalbéitar (es)
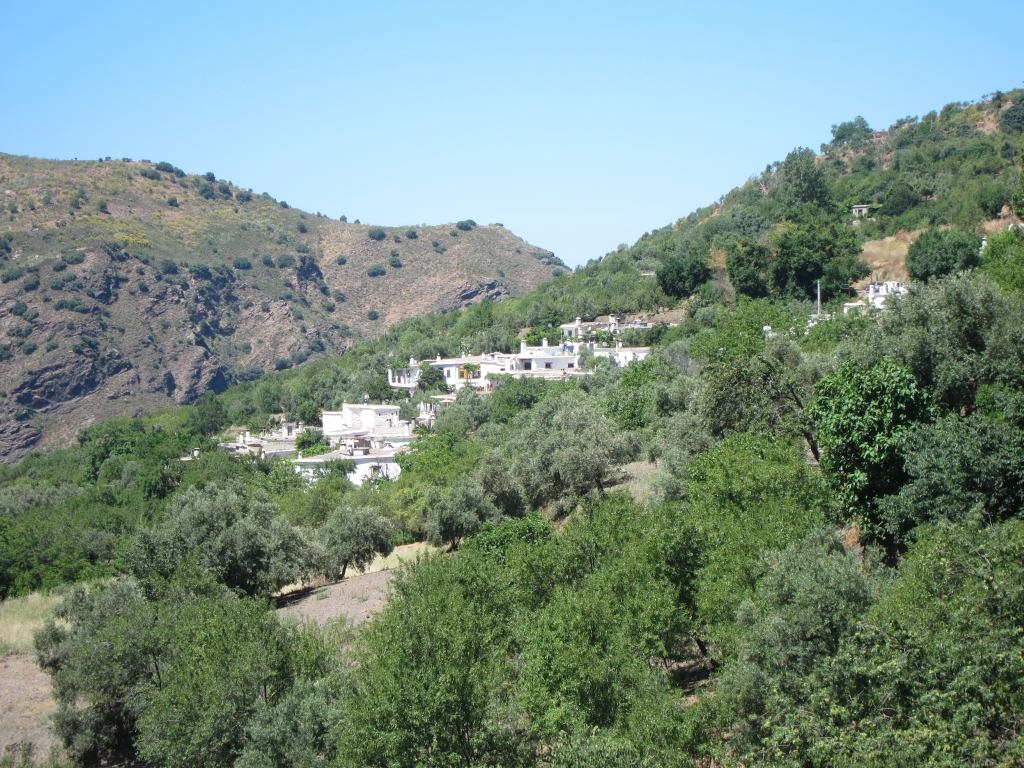
Fondales
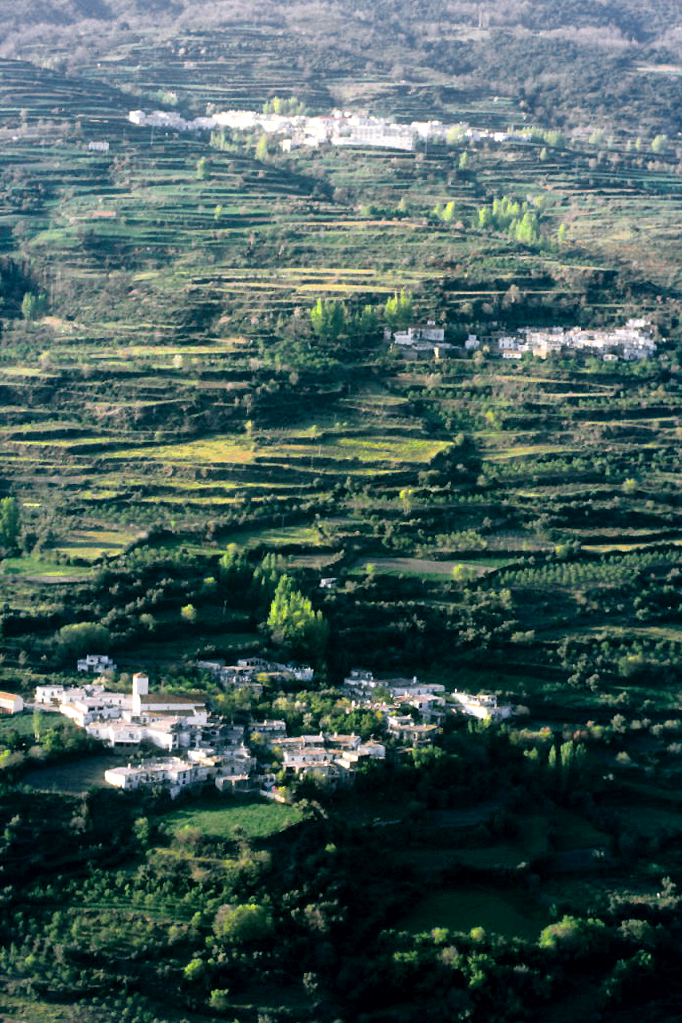
De bas en haut : Ferreirola (es), Atalbéitar (es) et Pórtugos

## Histoire
En 1975 les communes de Pitres (es), Mecina Fondales (es) et Ferreirola (es) ont fusionné pour créer la commune de la Taha. Depuis, Pitres en est le chef-lieu et le siège de la mairie.
La commune de Mecina Fondales comprenait son chef-lieu Mecina (es), et les villages de Mecinilla (es) et de Fondales (es).

## Administration

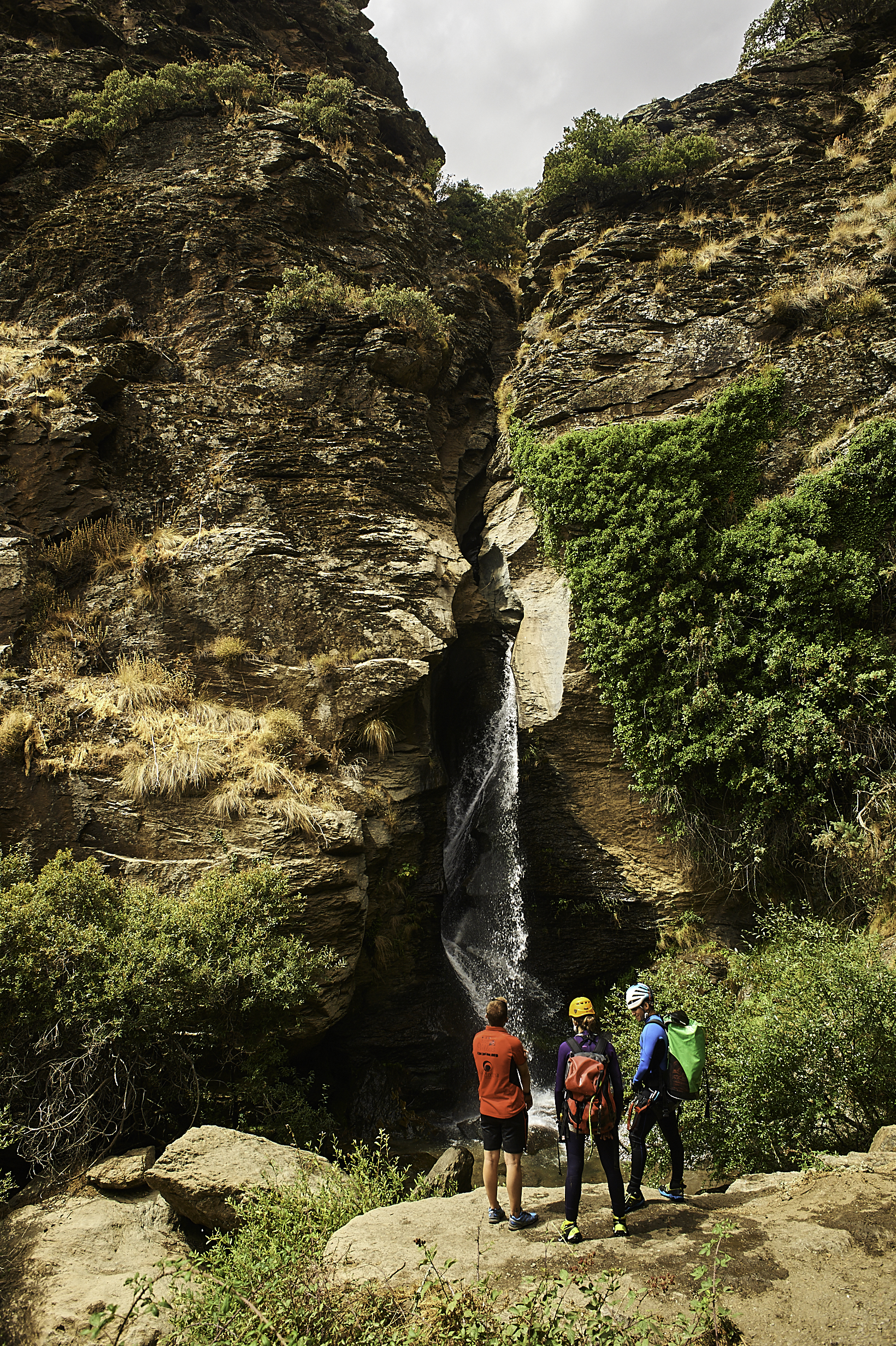
Sur le Bermejo, le Tajo de Cortes

| Période                                  | Période | Identité | Étiquette | Qualité |
| ---------------------------------------- | ------- | -------- | --------- | ------- |
| N/A                                      | N/A     | N/A      | N/A       | Maire   |
| Les données manquantes sont à compléter. |         |          |           |         |

## Lieux et monuments
Sur le Bermejo à environ 1 km au nord-est de Pitres et sur la limite de commune avec Portugos, le Tajo de Cortes est une cascade  où l'eau, parce qu'elle frappe d'abord un côté puis l'autre de la crevasse taillée dans la haute muraille, semble avoir un effet tournant ; un bassin se trouve au pied de la cascade. Juste à côté, il y a une table et un barbecue massif fait de pierres assemblées sécurisées contre les risques d'incendie.
Le "Paysage agraire du barranco du Poqueira et de la Taha (en espagnol Paisaje agrario del Barranco del Poqueira y la Tahá) est listé comme paysage d'intérêt culturel, avec l'Alpujarra comme élément dominant.